# Sertan Eser
Sertan Eser (Norimberga, 18 marzo 1974) è un ex calciatore turco, di ruolo attaccante.

## Palmarès

### Club

#### Competizioni nazionali
- Campionato turco: 1

Beşiktaş: 1994-1995
- Supercoppa di Turchia: 1

Beşiktaş: 1994